# National Arts Club

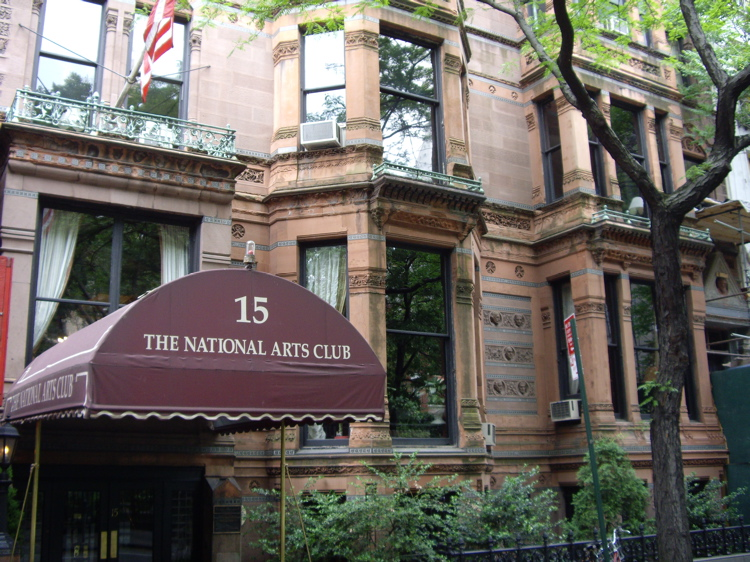
Sede clube em 15 Gramercy Park South, a antiga Mansão Tilden.

A missão do National Arts Club de Nova Iorque é estimular, encorajar e promover o interesse público nas artes e educar o povo norte-americano nas Belas artes.

## História
O National Arts Club foi fundado em 1898 por Charles de Kay, um literário e crítico de arte do New York Times, e desde 1906, a histórica Mansão Tilden, 15 Gramercy Park em Manhattan, tem sido a sede do clube.

## Mansão Tilden
A Mansão Tilden é ao mesmo tempo um monumento da cidade de Nova Iorque quanto um monumento histórico nacional nos Estados Unidos.

 
Nos anos 60, Nova Iorque declarou a Mansão Tilden um monumento de Nova Iorque, e, em 1976, o governo federal a declarou um Monumento Histórico Nacional. A Mansão continua a inspirar artistas de todo o mundo. Recentemente o artista brasileiro residente em Nova Iorque, Sergio Rossetti Morosini, esculpiu o busto de Michelangelo na fachada do National Arts Club.

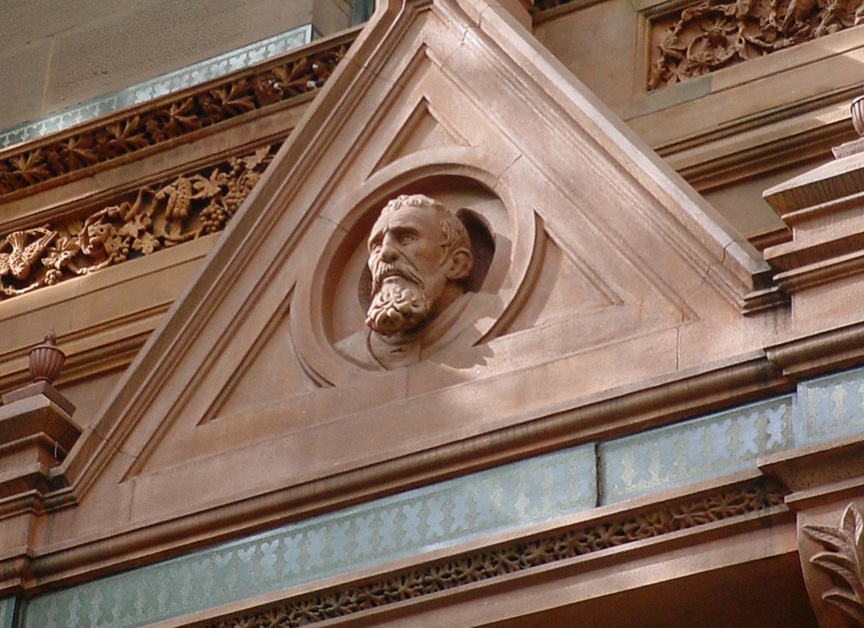
Busto de Michelangelo, esculpido por Sergio Rossetti Morosini

## Admissão
O National Arts Club possui uma longa história de exclusividade. Charles Spencer Trask, Charles Rollison Lamb, Charles de Kay e outros co-fundadores reconheceram a importância das artistas mulheres e clube admitíu mulheres desde a sua fundação. Os membros do clube incluem três presidentes e varios dos mais importantes artistas e patronos das artes nos Estados Unidos. 
Theodore Roosevelt, Woodrow Wilson e Dwight D. Eisenhower foram membros do National Arts Club. Entre os mais distintos membros pintores estão Robert Henri, Frederic Remington, William Merritt Chase e Cecilia Beaux. Entre os escultores, Saint-Gaudens, Daniel Chester French, Anna Hyatt Huntington e Paul Manship. O National Arts Club se orgulha também do reconhecimento precoce de novas formas de arte, como fotografia, o cinema e a mídia digital, e inclui Alfred Stieglitz como um dos seus primeiros membros. Músicos como Victor Herbert e Walter Damrosch foram membros, como também os arquitetos Stanford White e George B. Post. 
Atualmente, as artes dramáticas estão representadas pelos membros Martin Scorsese, Ethan Hawke, Dennis Hopper, Robert Redford e Uma Thurman.